# Diepenheim
Diepenheim est un village situé dans la commune néerlandaise de Hof van Twente, dans la province d'Overijssel. Le 1er janvier 2006, le village comptait 1 900 habitants.
Le 1er janvier 2001, la commune de Diepenheim fusionne avec celles de Stad Delden, Ambt Delden, Goor et Markelo pour former la nouvelle commune de Hof van Twente.

## Personnalités nées à Diepenheim
- Annie Schreijer-Pierik (1953), femme politique et gardienne de porcs.

## Galerie

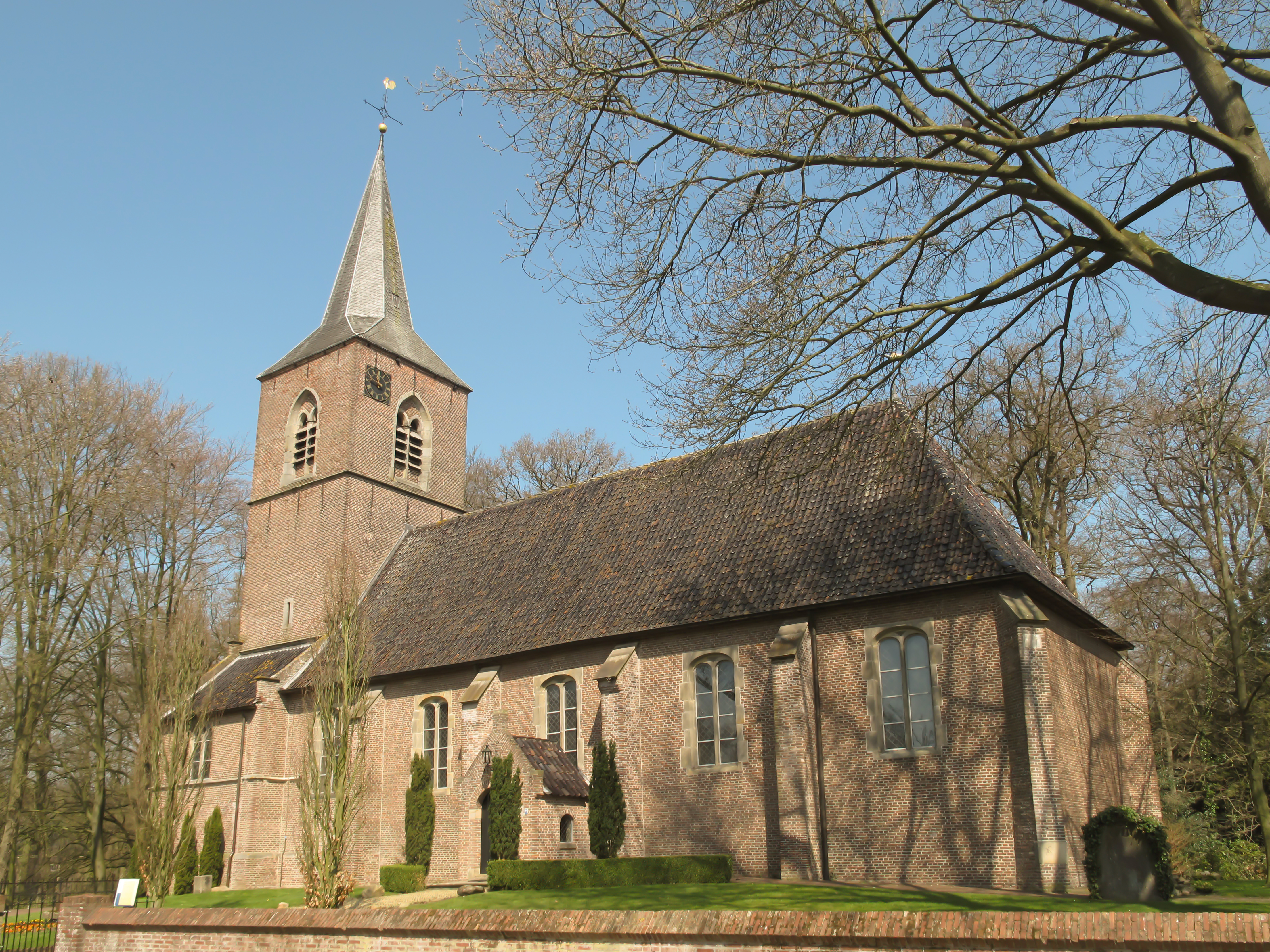
Église: de Johanneskerk
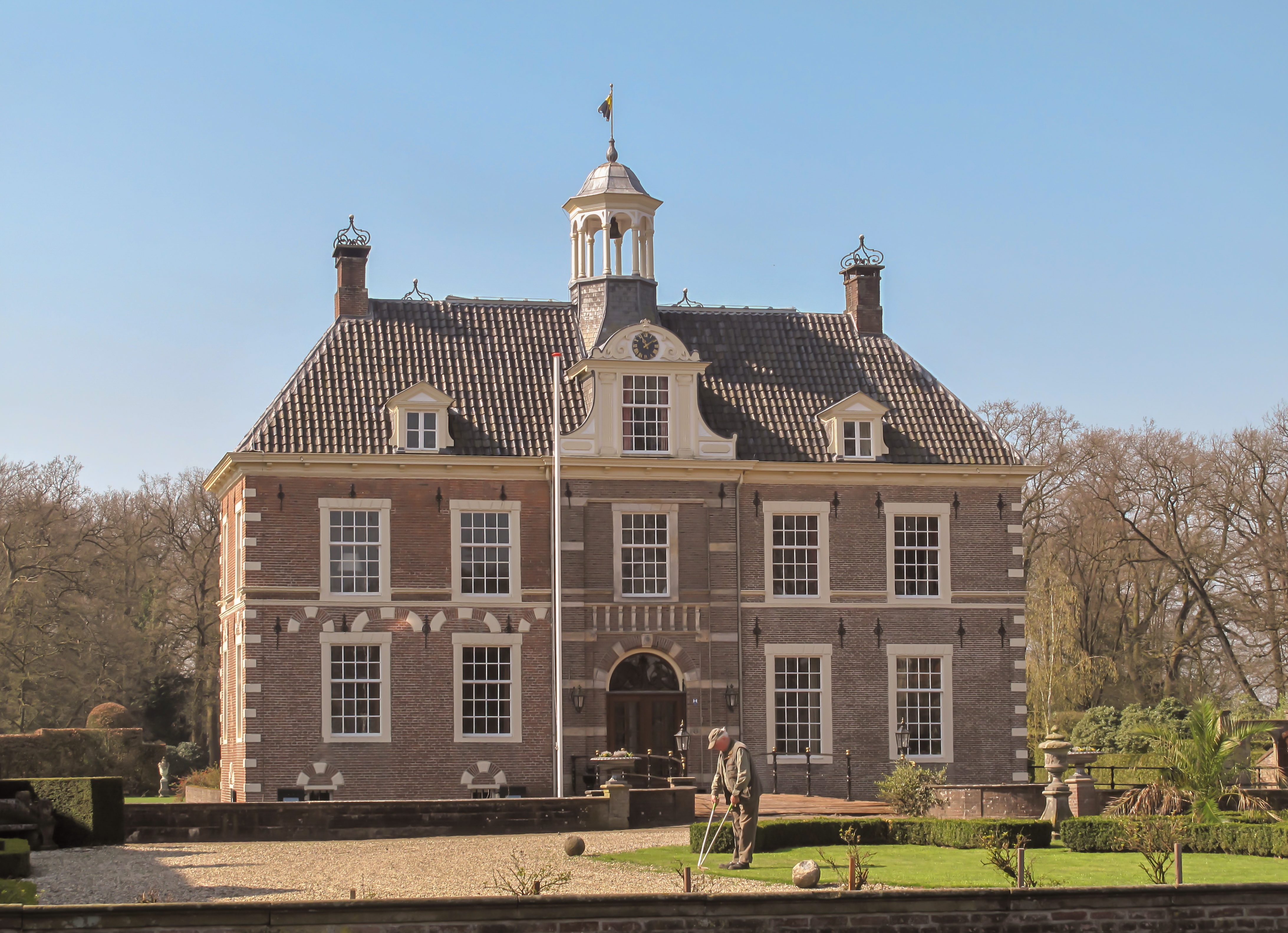
Château: kasteel Warmelo
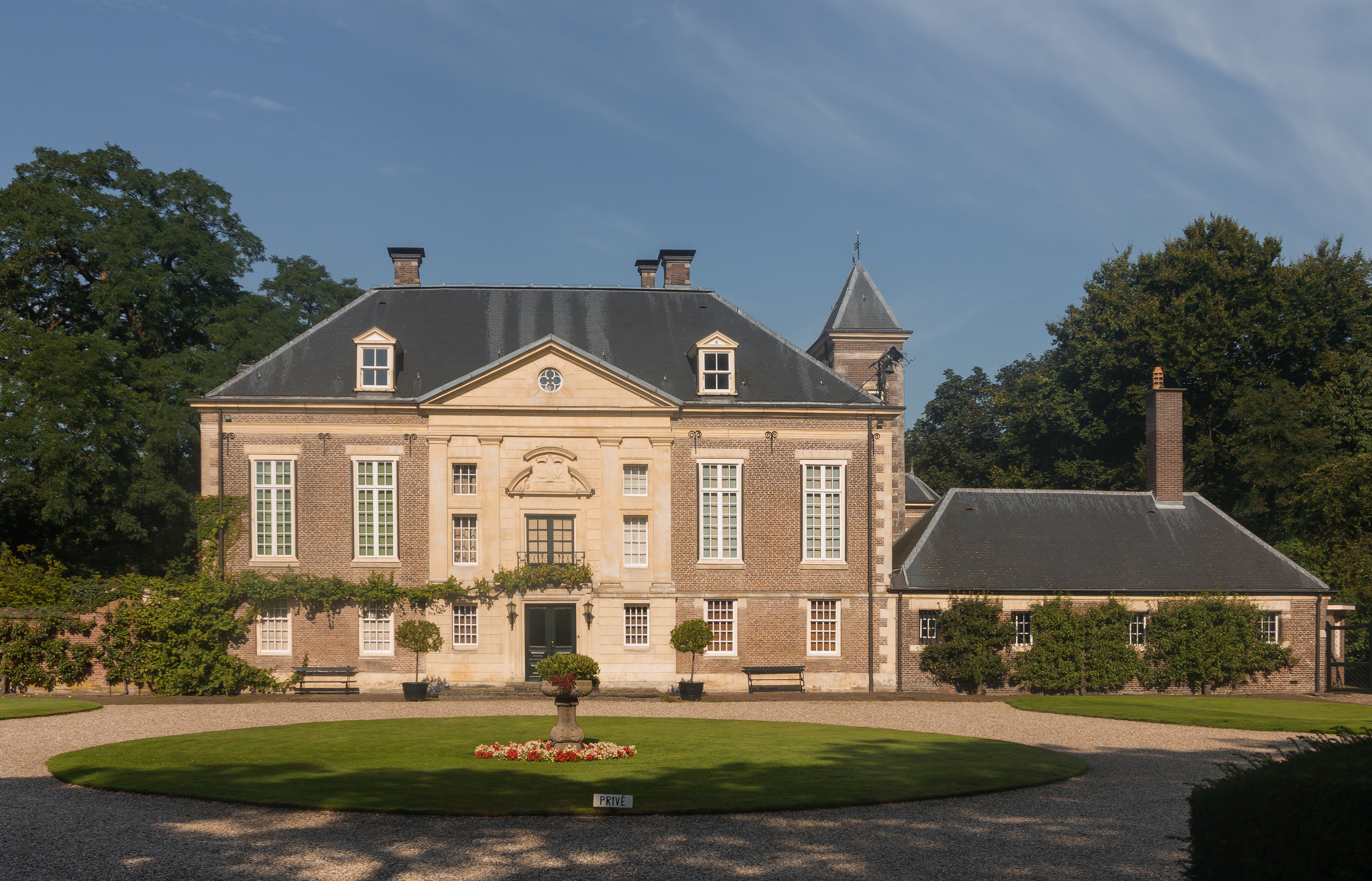
Villa: huize Diepenheim